# Atomium

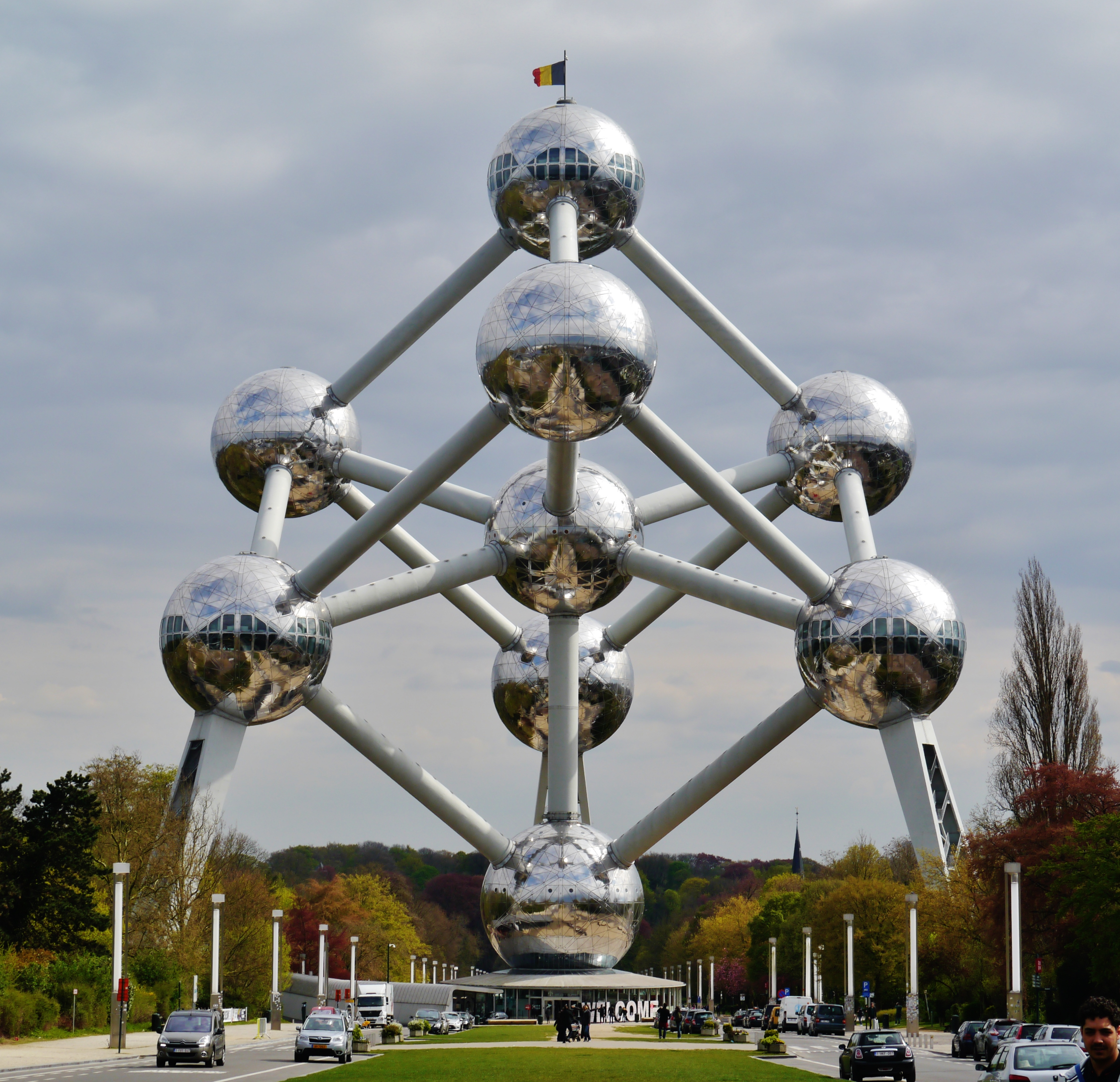
Atomium, mit Flagge Belgiens

Das Atomium ist ein im Jahr 1958 in Brüssel anlässlich der Weltausstellung Expo 58 errichtetes Bauwerk mit 102 Metern Gesamthöhe, das von dem Ingenieur André Waterkeyn und den Architekten André und Jean Polak entworfen wurde. Es ist ein auf einer Ecke stehendes Modell der aus neun Atomen bestehenden kubisch-raumzentrierten (innenzentrierten) Elementarzelle der Kristalle. In dieser regelmäßigen Würfelform kristallisiert u. a.  Eisen. Die Atome sind als Hohlkugeln ausgeführt, und das Gitter, das sie zur gedachten Elementarzelle vereinigt, besteht aus Rohren. 

## Bedeutung
Zwei in der Raumdiagonale gegenüberliegende Atome und das zentrale Atom bilden zusammen mit zwei Gitterstäben einen Aussichtsturm, um den herum die anderen sechs Atome und die übrigen Gitterstäbe angeordnet sind. Die drei äußeren unteren  Atome (Eckkugeln) werden zusätzlich vom Boden aus gestützt.
Das Atomium wurde als Symbol für das Atomzeitalter und die friedliche Nutzung der Kernenergie von dem Ingenieur André Waterkeyn entworfen und von den Architekten André und Jean Polak ausgearbeitet und errichtet.

## Beschreibung

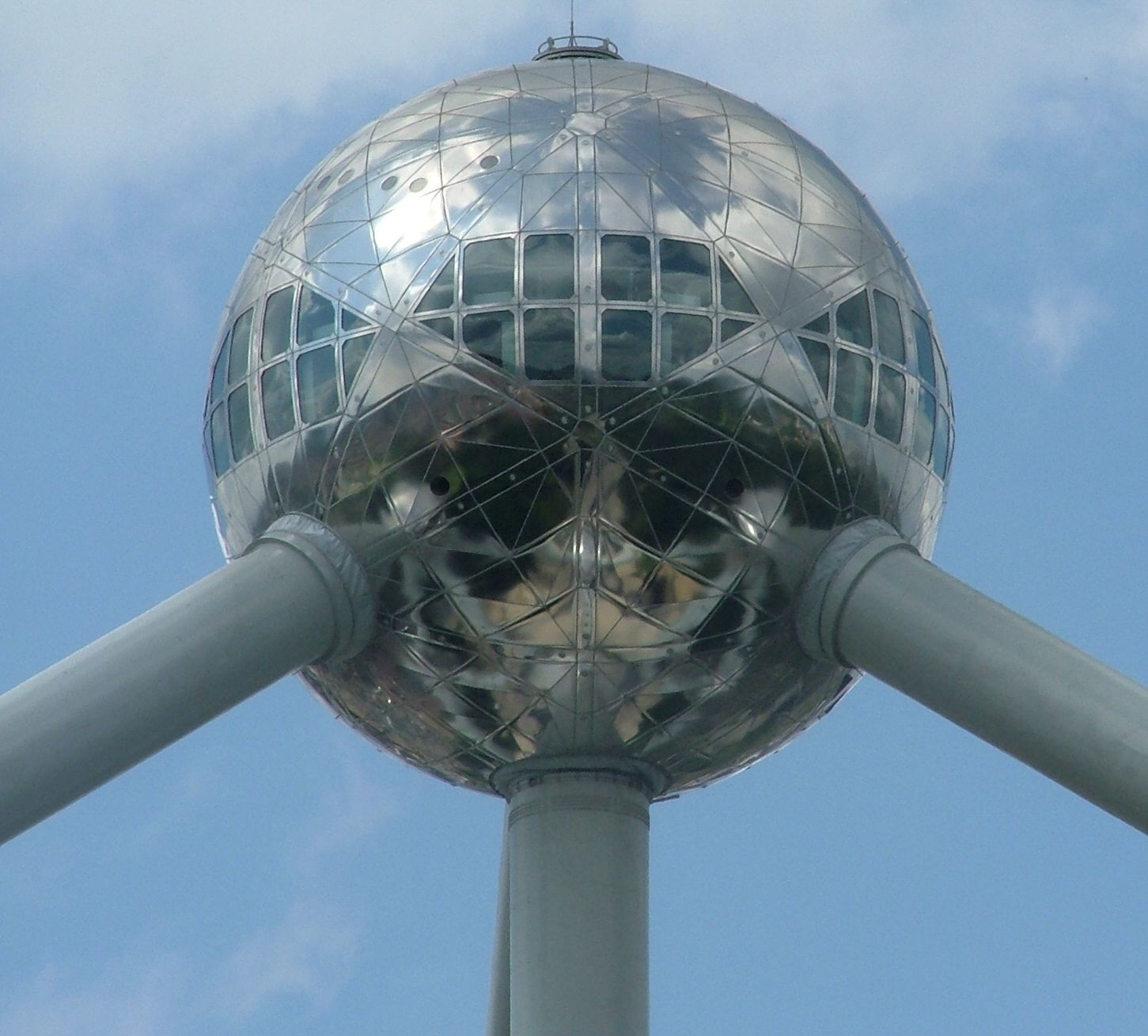
Oberste Kugel mit Restaurant- und Aussichtsetagen (vier Verbindungsrohre)

Das Atomium ist eine 165-milliardenfache Vergrößerung der kristallinen Elementarzelle des Eisens. Es sollte ursprünglich 134 Meter hoch sein. Aus Gründen der Flugsicherheit wurde es aber nur mit 102 Metern Höhe gebaut. Die Konstruktion ist etwa 2400 Tonnen schwer.
Der Durchmesser der Kugeln beträgt 18 Meter, die verbindenden Rohre haben 3,3 Meter Durchmesser. Außer den drei Turm-Kugeln sind die drei unteren Eck-Kugeln öffentlich zugänglich. Sie werden ebenfalls auf mehreren Etagen für Ausstellungen und andere Veranstaltungen genutzt. Im Turm befindet sich ein Aufzug, der die Besucher in 23 Sekunden zum Restaurant in der obersten Kugel bringt. Durch die schrägen Verbindungsrohre führen Treppen (teilweise Rolltreppen) zu den anderen Kugeln. In den Röhren sind Lichteffekte installiert.
Das Atomium wurde in den Jahren 2004 bis 2006 von Conix Architekts renoviert, wobei unter anderem die ursprünglichen Aluminiumverkleidungen durch rostfreie Stahlbleche ersetzt wurden. Die 180 Fenster, ursprünglich aus dem Kunststoff Polymethylmethacrylat, bestehen seitdem aus Polycarbonat. Dieser von Haus aus weiche und UV-empfindliche Kunststoff wurde mit einem Lack auf Polysiloxan-Basis gegen Abrieb und Eigenschaftsabbau durch Witterungseinflüsse geschützt. Aus Anlass der Wiedereröffnung am 10. April 2006 gab Belgien eine 2-Euro-Gedenkmünze heraus.
Nachbildungen des Atomiums im Maßstab 1:25 befinden sich im Minimundus in Klagenfurt am Wörthersee sowie in der Miniwelt in Lichtenstein/Sachsen.
Unter dem Atomium befand sich als Anschauungsobjekt ein Nuklearreaktor mit der Bezeichnung AGN-211-P. Nach der Expo kaufte die Universität Basel den Reaktor, wo er im Physikalischen Institut für die Forschung und Ausbildung Verwendung fand. 2015 wurde der Reaktor außer Betrieb genommen und die Brennelemente zurück in die USA überführt.

## Galerie

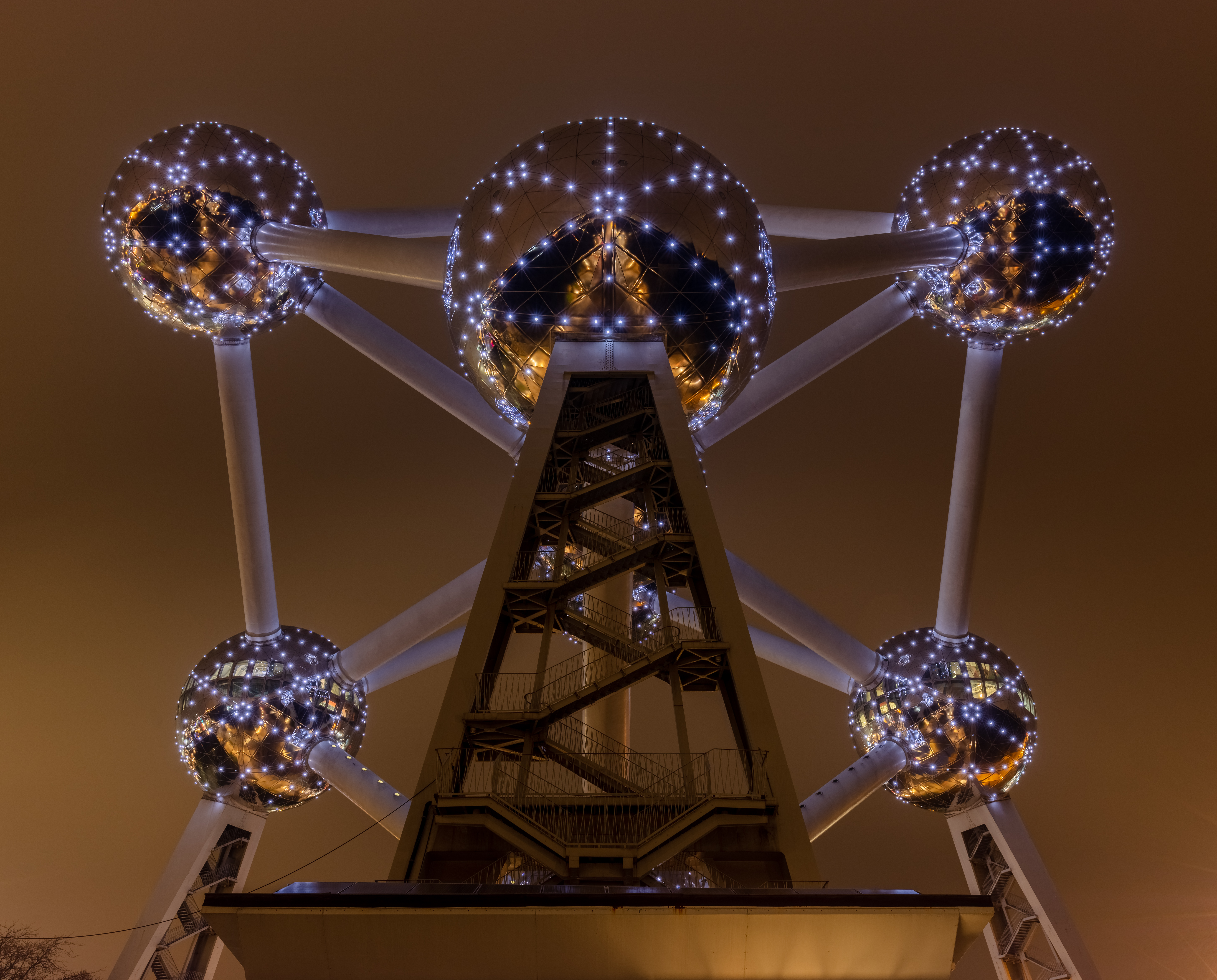
Nachtsicht
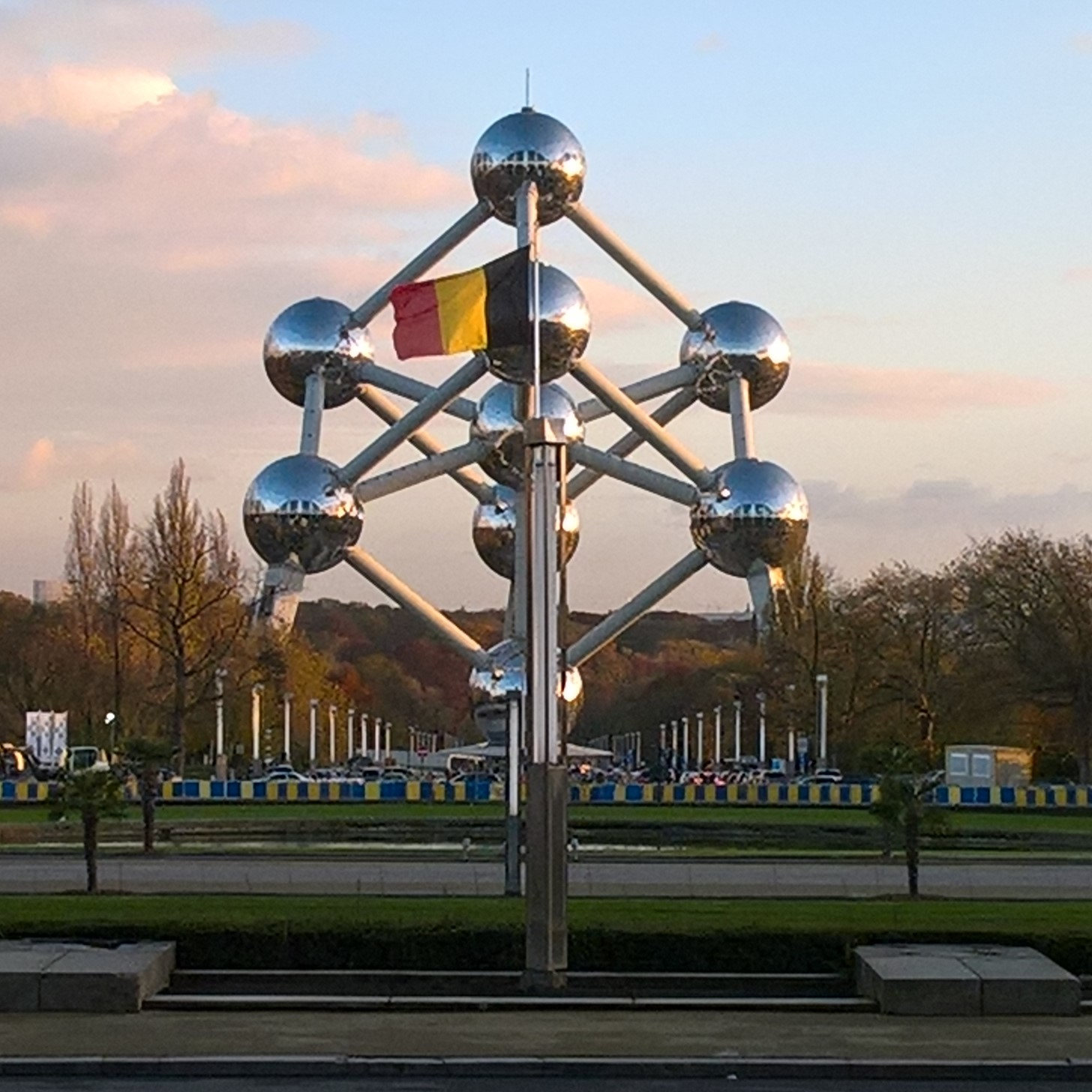
Gesamtansicht von Norden von den Messegebäuden
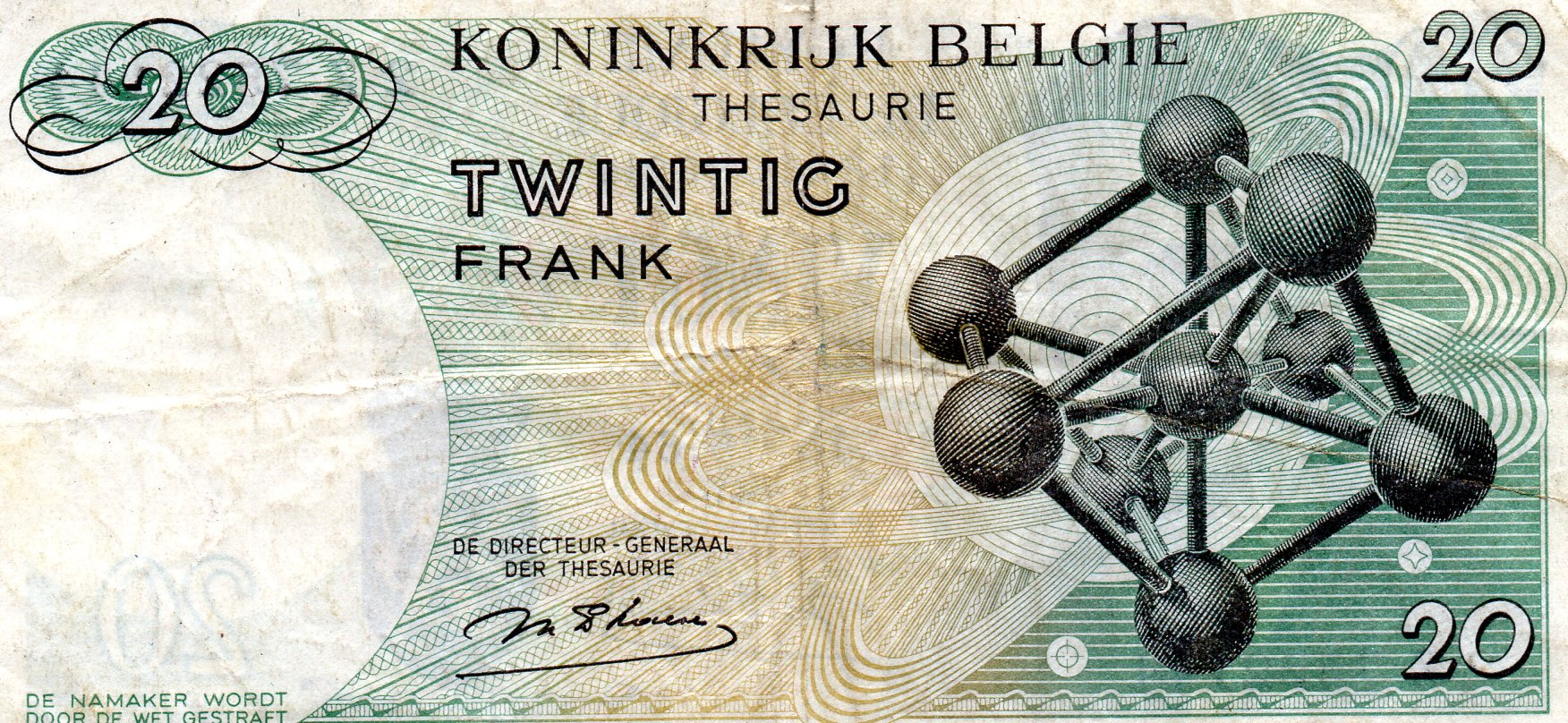
Kristallmodell von Eisen als Vorbild für das Atomium auf einem belgischen Geldschein (20 Franken)
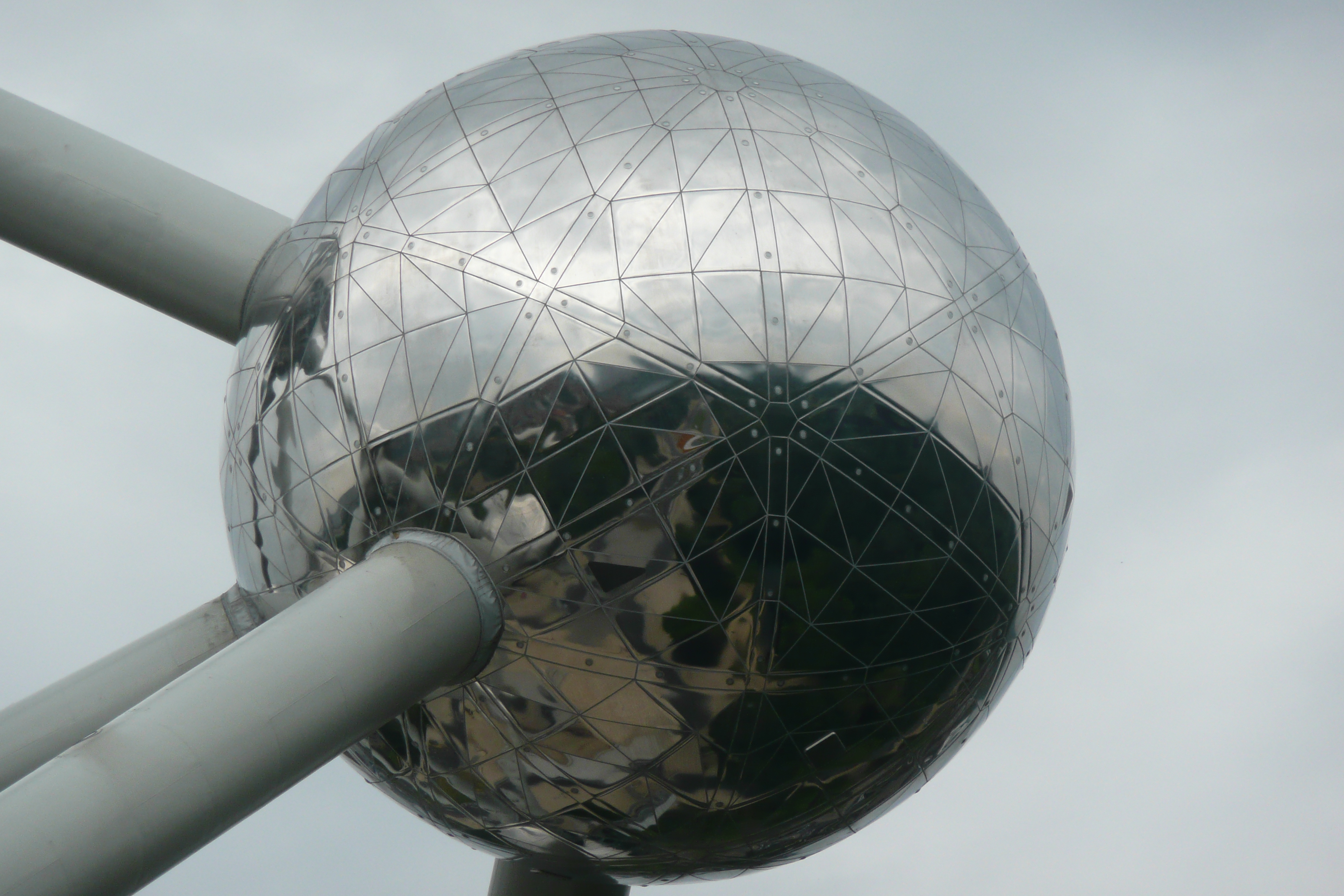
Eine Eck-Kugel (mit vier Verbindungsrohren)
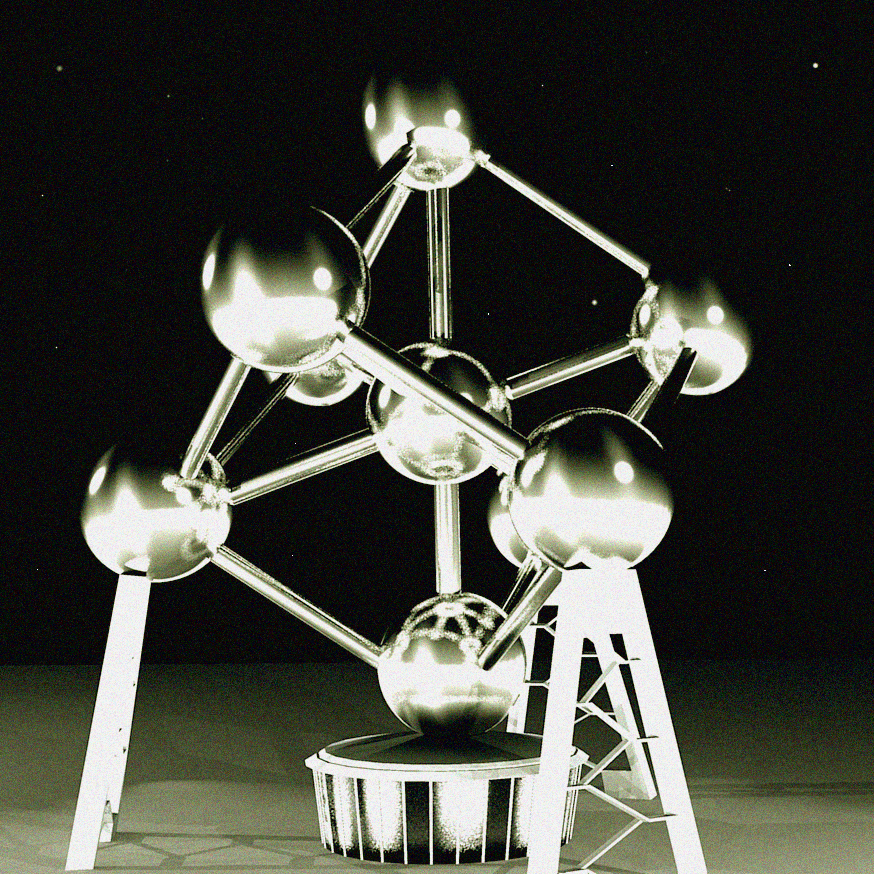
Atomium-Modell, je eine Stütze unter den drei unteren äußeren Kugeln
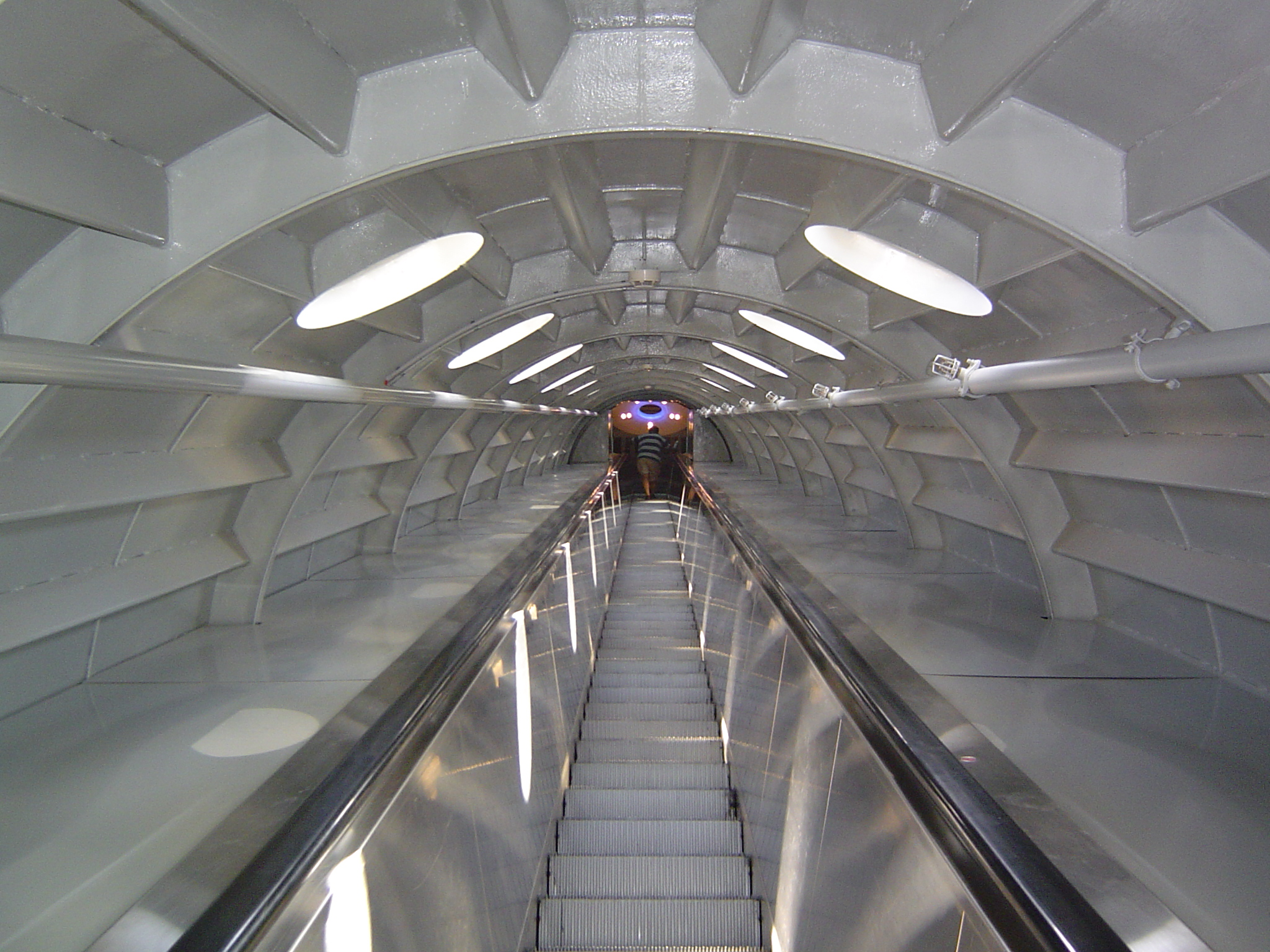
Rolltreppe in einem schrägen Verbindungsrohr
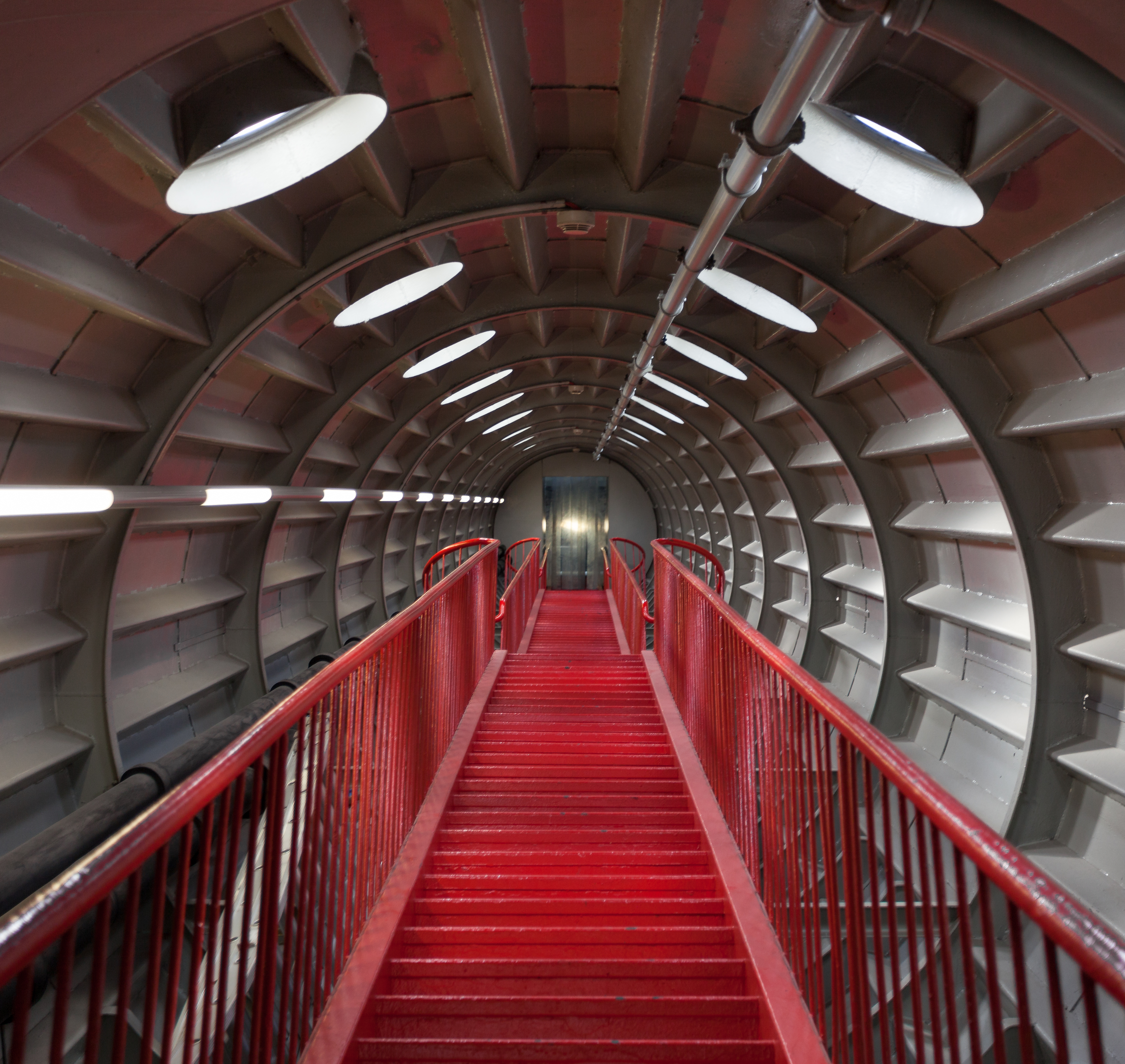
Treppe in einem Verbindungsrohr
Abbildung des Atomiums auf der 2-Euro-Gedenkmünze Belgiens 2006

## Literatur

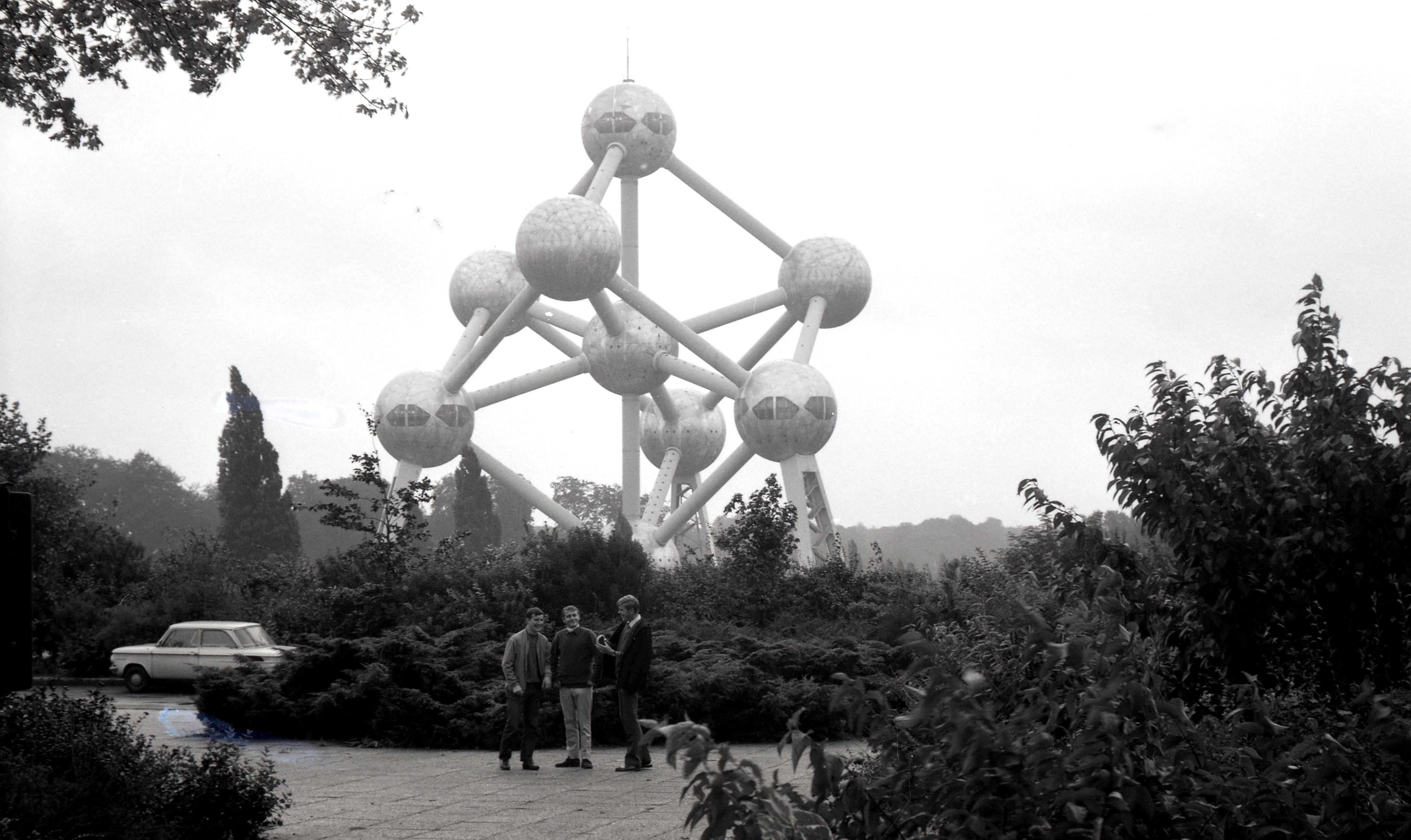
Historische Aufnahme 1968